# Clova
Clova is een dorp in het graafschap Angus in Schotland.
Het dorp ligt aan de rivier South Esk, ongeveer 20 km ten noorden van de stad Kirriemuir.